# Dominik Frodl
Dominik Frodl (* 16. dubna 1996) je český hokejový brankář, který hraje za extraligové Karlovy Vary. V únoru 2025 se stal prvním sportovcem mimo NBA, který obléká dres s číslem 0.

## Kariéra

### Začátky
Svá mládežnická léta strávil v celku HC Slavia Praha. Pouze v sezóně 2011/2012 startoval v barvách HC Hvězda Praha. Téhož roku také nastoupil ve dvou zápasech české reprezentace do 16 let. Během sezóny 2014/2015 odehrál vedle juniorů Slavie jedno utkání také za NED Hockey Nymburk. V následujícím ročníku se již stal druhým brankářem týmu HC Slavia Praha, který kryl záda Alexandru Hylákovi. Prvně nastoupil 16. září 2015, kdy jej trenéři v utkání s Prostějovem poslali chytat samostatné nájezdy.

### HC Škoda Plzeň
Po skončení sezóny 2017/2018 přestoupil do extraligového mužstva Plzně, která o něj projevila zájem již o rok dříve, jenže v tu dobu měl Frodl uzavřenu smlouvu se Slavií a k přestupu tak nedošlo. Za Plzeň hrál až do konce ročníku 2020/2021, po němž přestoupil do pardubického Dynama.

### HC Dynamo Pardubice
Dne 4. května 2021 byl Frodl představen jako jedna z posil pardubického Dynama pro ročník 2021/2022.
V prvním ročníku v dresu Pardubic odchytal 38 utkání v základní části, dalších přidal ve vyřazovací fázi sezóny, kde Dynamo ve čtvrtfinále podlehlo Českým Budějovicím.
V ročníku 2022/23 odchytal pouze 12 zápasů, když mu v lednovém utkání s Karlovými Vary odražený puk na střídačku zlomil ruku, kterou si kryl obličej.
Do play-off, ve kterém Dynamo po 11 letech získalo extraligovou medaili nezasáhl a po sezóně klub opustil.

### HC Energie Karlovy Vary
V květnu 2023 přestoupil do celku z Karlových Varů, kde podepsal smlouvu do konce sezóny 2025/2026.

## Netradiční číslo 0
Dne 23. února 2025 se Frodl stal prvním sportovcem mimo NBA, který nosí dres s číslem 0. Tento netradiční krok vznikl ve spolupráci jeho klubu se společnostmi Visa a ČSOB. K číslu 0 se v tomto případě váže heslo „Zero goals, zero limits“ značící nulové limity a neomezené možnosti každého z nás.

## Inline hokej
Frodl je též členem in-linového družstva Slavie Praha. V tomto sportu se účastnil také mistrovství světa.